# Salar Jang
|  | Pel personatge que dona nom a l'estat vegeu Salar Jang I |

Salar Jang fou un estat tributari protegit feudatari del nizam d'Hyderabad, integrat per sis talukes i 333 pobles amb una superfície de 3.849 km² i una població el 1901 de 180.150 habitants. Les talukes que el formaven eren:
- Kosgi al districte de Gulbarga
- Ajanta al Districte d'Aurangabad (Maharashtra) districte d'Aurangabad
- Koppal al districte de Raichur
- Yelbarga al districte de Raichur
- Dundgal al districte de Medak
- Raigir al districte de Nalgonda.

Tenia uns ingressos de més de 8 lakhs.
Va rebre el nom del fundador Sir Salar Jang, ministre del nizam. El sobirà després del 1888 es deia també Salar Jang (III), tenia el títol de nawab i era net del fundador. La família deia ser descendent dels Shaykhs Uways de Karan que haurien viscut en temps del Profeta, i el desè descendents Uways II va anar a l'Índia en el regnat d'Ali Adil Shah (1656-1672) i es va establir al sultanat de Bijapur on el seu fill Shaykh Muhammad Ali es va casar amb una filla de Mul·la Ahmad Nawayet el ministre del sultà, de la que va tenir dos fills que van arribar a alts rangs. Mul·la Ahmad va entrar al servei de l'imperi el 1665, el seu successor va maltractar als dos germans que van abandonar Bijapur en el regnat de Sikandar Adil Shah i van entrar al servei d'Aurangzeb; un dels dos germans, Shaykh Muhammad Bakar, fou nomenat diwan de Thal-kokan, i quan es va retirar es va establir a Aurangabad (Maharashtra), on va morir el 1715.
El seu fill Shaykh Muhammad Taki, va servir sota Aurangzeb, Bahadur Shah I i Farrukh-siyar. Asaf Jah I, el virrei o subadar del Dècan, el va nomenar comandant de les guarnicions de tots els seus forts. El seu fill Shams al-Din Muhammad Haidar, va seguir al servei d'Asaf Jah i un successor d'aquest, Salabat Jang (1751-1761), el va promoure a diversos rangs i va rebre el títol de Munir-ul-Mulk, i el nomenament de cap administratiu i posteriorment diwan de Dècan; finalment es va retirar a Aurangabad (Maharashtra), i fou governador de la ciutat.
A la seva mort va deixar dos fills, dels quals el gran, Safdar Khan Ghayur Jang, fou nomenat diwan del Dècan el 1782, amb títol de Ashja-ul-mulk. El tercer fill de Ghayur Jang, origen dels moderns membres de la família, fou Ali Zaman, Munir-ul-Mulk (II) a la mort del qual el seu fill gran va esdevenir també Munir-ul-Mulk (III) i es va casar successivament amb dues filles de Mir Alam (Sayyid Abul Kasim). Mir Alam era membre dels Núria Sayyids de Shushtar a Pèrsia i fill de Sayyid Razzak que havia anat a l'Índia des de Pèrsia quan era jove i s'havia establert a Hyderabad rebent alguns jagirs del nizam Asaf Jah II (1761-1803).
Mir Alam va fer de wakil entre el ministre d'Hyderabad i l'enviat britànic el 1784; el 1786 fou enviat a Calcuta com a representant del nizam i el 1791 va discutir amb Lord Cornwallis els termes d'un tractat de pau entre Tipu Sultan de Mysore i els aliats; a la campanya de 1799 contra Tipu, va dirigir les forces del nizam; el 1804 fou nomenat ministre a la mort d'Azam-ul-Umara, i a la seva pròpia mort el 1808 el va succeir el seu gendre Munir-ul-mulk III. El seu net Sir Salar Jang (Mir Turab Ali Khan Salar Jang I), va succeir al seu oncle Siraj-ul-mulk com a ministre d'Hyderabad el 1853. Per trenta anys la seva biografia és la història del principat d'Hyderabad. El 1884 el nizam va nomenar al seu fill gran Laik Ali Khan Salar Jang II com a ministre però va dimitir el 1887 i va morir el 1888 (el va succeir com a ministre Asman Jah Bahadur). Laik Ali Khan Salar Jang II va deixar un fill menor d'edat, Nawab Yusuf All Khan Bahadur Salar Jang, que va rebre els honors de la família. Va governar com Mir Yusuf Ali Khan Salar Jang III, (1888-1949) sent el darrer governant del jagir fins al 1949.